# ژاله آموزگار
ژاله آموزگار یگانه (زادهٔ ۱۲ آذر ۱۳۱۸ در خوی)،  پژوهشگر ایرانی فرهنگ و زبان‌های باستانی است. او دکتری زبان‌های باستانی (به‌طور دقیق‌تر، زبان‌های ایرانی و ادبیات مزدیسنی) از دانشگاه سوربن دارد و بیش از ۳۰ سال در دانشگاه تهران تدریس کرده است. وی عضو پیوستهٔ فرهنگستان زبان و ادب فارسی است. او دارندهٔ نشان لژیون دونور از دولت فرانسه است. آموزگار همچنین عضو هیئت تحریریه چند مجلهٔ ایران‌شناسی مانند مجلهٔ پرسیکا آنتیکوا و مجلهٔ پژوهشنامه ایران باستان است.

## زندگی
ژاله آموزگار در سال ۱۳۱۸ در خوی زاده شد. او از سال ۱۳۴۷ تا ۱۳۴۹ به‌عنوان پژوهشگر در بنیاد فرهنگ ایران مشغول به کار شد. از سال ۱۳۴۹ به‌عنوان استادیار در گروه فرهنگ و زبان‌های باستانی دانشگاه تهران شروع به تدریس کرد و از سال ۱۳۶۲ به‌عنوان دانشیار و از سال ۱۳۷۳ تاکنون به‌عنوان استاد دانشکده ادبیات و علوم انسانی دانشگاه تهران به تدریس و تحقیق اشتغال داشته است. او به زبان‌های انگلیسی، فرانسه، ترکی، فارسی‌میانه و اوستایی مسلط است.
او سال‌ها به‌عنوان همکار استاد احمد تفضلی به فعالیت‌های علمی پرداخت و پس از کشته شدن او به تدریس و تألیف و ترجمه ادامه داده است. ژاله آموزگار عضو فرهنگستان زبان و ادب فارسی بوده است و هم‌اکنون به‌مدت ۴۶ سال است که به تدریس در دانشکدهٔ ادبیات دانشگاه تهران مشغول است و بسیاری از استادان رشته‌های گوناگون این دانشکده از شاگردان وی بوده‌اند.
او همچنین عضو شورای تولیت و هیئت گزینش کتاب و جایزهٔ بنیاد موقوفات دکتر محمود افشار است.
او در سال ۱۳۹۵ جوایزی چون لژیون دونور از وزارت فرهنگ فرانسه و جایزهٔ سرو ایرانی (در زمینهٔ میراث فرهنگی) را دریافت کرد.

### تألیف
- اسطورهٔ زندگی زردشت، با همکاری احمد تفضلی، تهران: نشر چشمه، چاپ اول، ۱۳۷۰.
- زبان پهلوی، ادبیات و دستور آن، با همکاری احمد تفضلی، تهران: نشر معین، چاپ اول، ۱۳۷۲.
- تاریخ اساطیری ایران، تهران: انتشارات سمت، چاپ اول، ۱۳۷۴.

- Le cinquième livre du Denkard, transcription, tradution et commentaire par Jaleh Amouzgar et Ahmad Tafazzoli, Paris، 2000، Studia Iranica 23.

### ترجمه
- یادگار زریران: متنی حماسی از دوران کهن، برگردان: ژاله آموزگار، نشر معین، چاپ اوّل: ۱۳۹۲، چاپ سوم: ۱۳۹۹
- آرتور کریستن‌سن، نمونه‌های نخستین انسان و نخستین شهریار در تاریخ افسانه‌ای ایرانیان، ترجمهٔ ژاله آموزگار و احمد تفضلی، نشر نو، جلد اول، چاپ اول، ۱۳۶۴، جلد دوم، چاپ اول، ۱۳۶۷. (برندهٔ کتاب سال ایران در سال ۱۳۶۸)
- جان هینلز، شناخت اساطیر ایران، ترجمهٔ ژاله آموزگار و احمد تفضلی، تهران: نشر چشمه، چاپ اول، ۱۳۶۸.
- فیلیپ ژینیو، ارداویراف‌نامه (ارداویرازنامه): حرف‌نویسی، آوانویسی، ترجمه متن پهلوی، واژه‌نامه، ترجمه و تحقیق ژاله آموزگار، تهران: نشر معین و انجمن ایران‌شناسی فرانسه، چاپ اول، ۱۳۷۲.

### برخی از مقاله‌ها
- تاریخچه‌ای تاریخ خط
- فعل خواستاری[پیوند مرده]
- فعل خواستاری (broken link)
- ادبیات زرتشتی به زبان فارسی
- دو ارداویراف‌نامه

## گرامیداشت
در سال ۱۴۰۰ با تصویب اعضای شورای شهر تهران، نام کوچه‌ای در خیابان اعجازی تهران به نام «استاد دکتر ژاله آموزگار» تغییر یافت. آموزگار در واکنش به این اقدام اظهار داشت:
به هر حال من بسیار بسیار ممنون هستم. من اصلاً خبر نداشتم، خود آن‌ها این تصمیم را گرفتند، و من از این تصمیم‌شان بسیار بسیار متشکرم. اما خودم را در این حد نمی‌دانم. من یک آدم کاملاً معمولی هستم؛ کار خارق‌العاده‌ای نکرده‌ام. همیشه یک معلم بودم و علاقه‌مند. و کارهای کوچکی که انجام داده‌ام، بالاخره هر کسی می‌توانست انجام دهد. به‌هرحال این نظر من است، ولی گاهی خدا به آدم نظر لطفی دارد و من همهٔ این‌ها را بر این می‌گذارم.

## مستند آموزگار سخن در اساطیر ایران
مجموعه مستند حکایت دل که به معرفی مشاهیر علمی معاصر ایران اختصاص دارد، در بخشی به نام «آموزگار سخن در اساطیر ایران» به معرفی ژاله آموزگار پرداخته است. این مستند از شبکهٔ چهار سیما و شبکه مستند صدا و سیمای جمهوری اسلامی ایران پخش شده است.